# Danh sách đồ thủy tinh

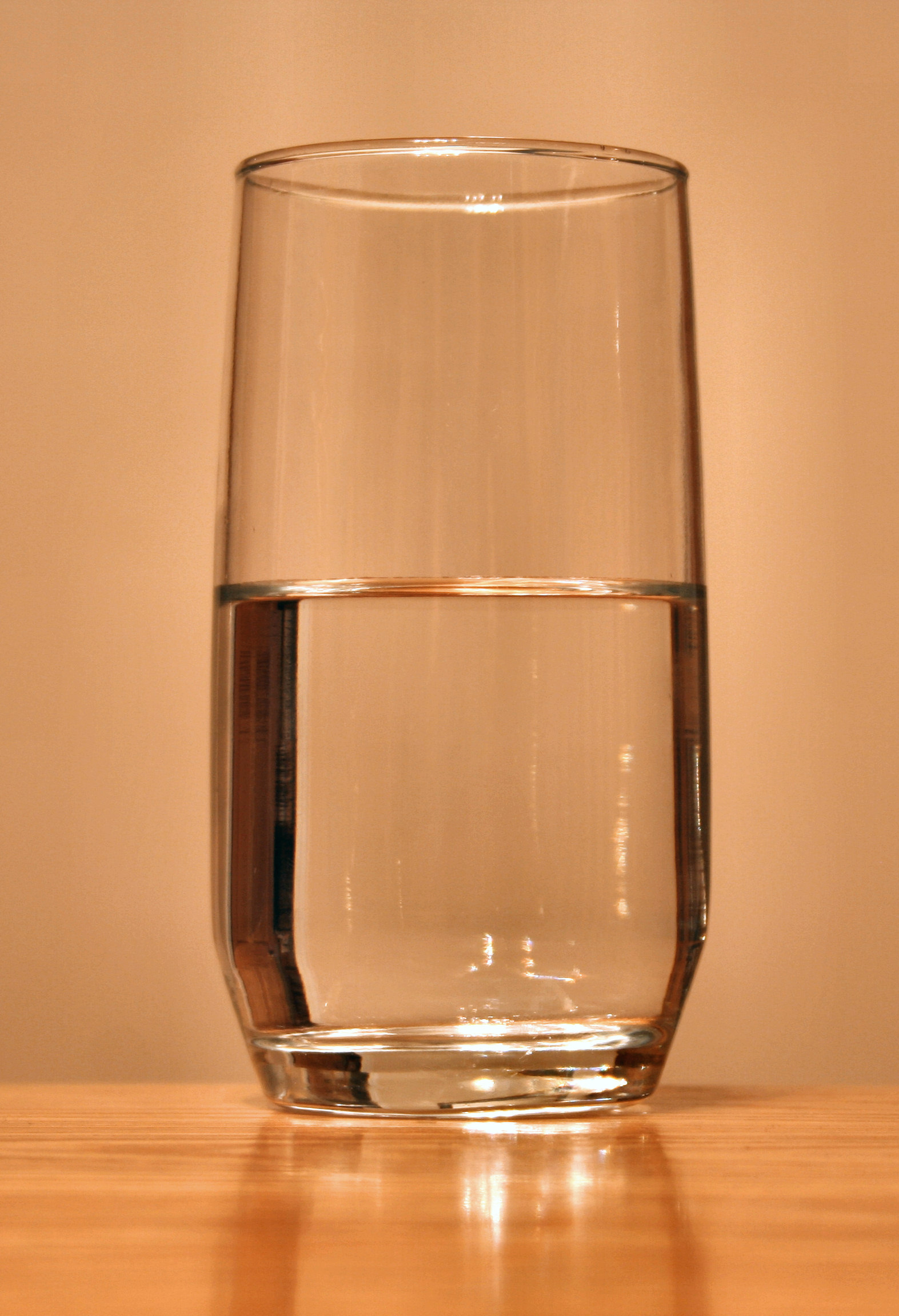
Cốc nước bằng thủy tinh

Danh sách đồ thủy tinh bao gồm các đồ chứa nước (đồ uống), bộ đồ ăn như đĩa và các đồ dạng dẹp để chuẩn bị bữa ăn, các loại đồ thủy tinh khác như chai lọ, thủy tinh được sử dụng trong công nghiệp phục vụ được làm từ thủy tinh hay plastic như polystyrene và polycarbonate.

## Đồ uống
Đồ uống (hay còn gọi theo nhiều cách như: cốc, ly, bình, chai) là thuật ngữ để chỉ một vật dụng đựng nước, đồ uống hay thức ăn lỏng dùng chủ yếu để uống.
- Cốc không quai
- Cốc uống bia
- Chalice, goblet
- Tách uống cà phê
- Tách
- Cốc có quai
- Cốc giấy
- Cốc Pythagorean
- Quaich [1]
- Cốc Sake (ochoko)
- Ly có thân
- Tankard
- Tách trà
- Cốc đế bằng
- Ly uống rượu

## Ly có thân
- Bordeaux, hoặc claret
- Burgundy

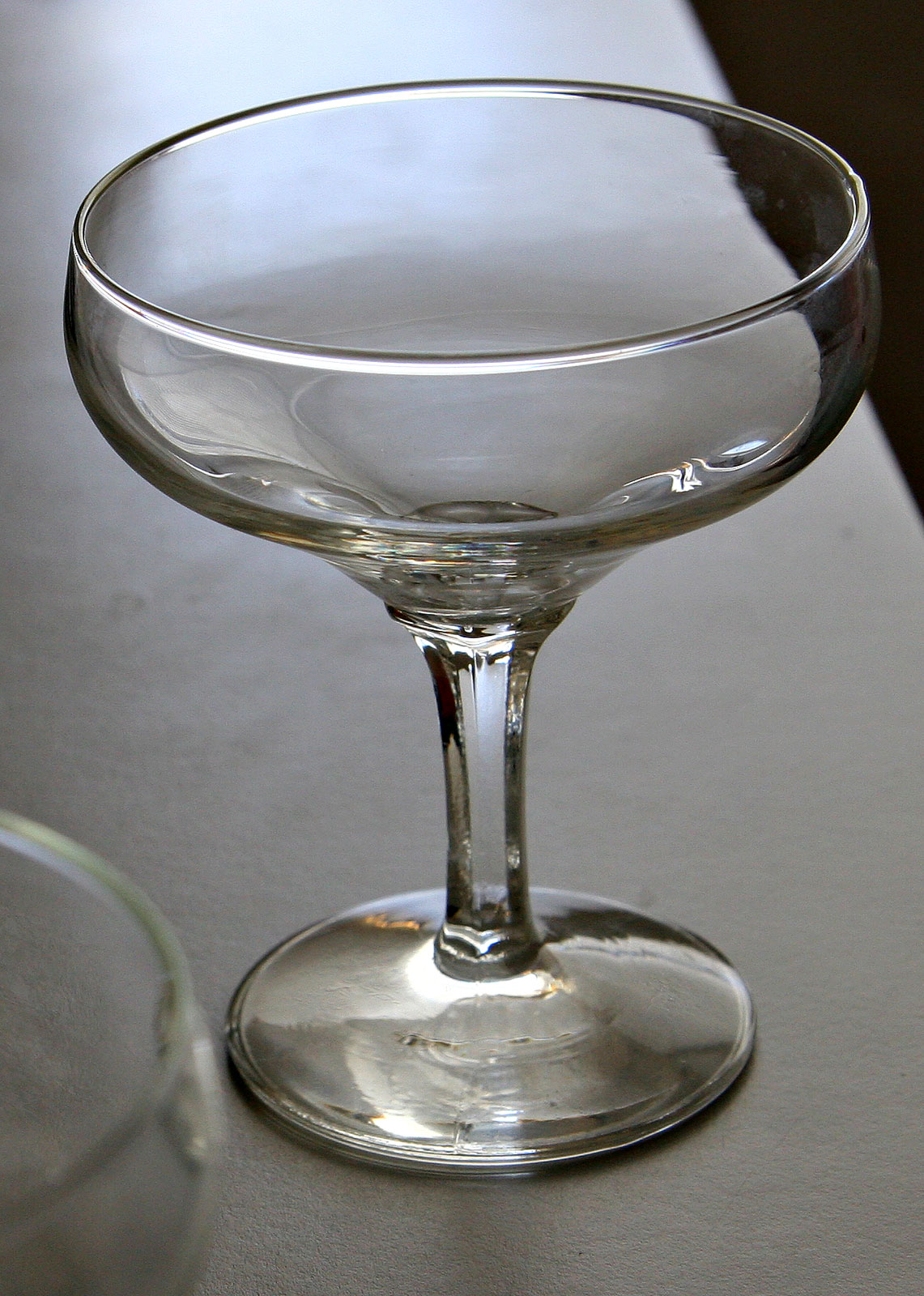
Ly có thân dùng để cầm dễ hơn khi uống rượu.

- Chalice, ly có thân được trang trí công phu, đặc biệt dùng cho các nghi lễ
- Ly Sâm panh, ly có thân rộng và nông dùng để uống sâm panh (tương tự như ly cốc tai)
- Champagne flute, ly có thân cao, hẹp dùng để uống sâm panh
- Ly cốc tai, ly có thân với miệng rộng và nông để chứa cốc tai
- Cordial
- Sherbet, ly có thân dùng chứa kem cà rem hay nước giải khát bằng trái cây (sherbet)
- Ly Sherry
- Snifter, a liquor glass with a short stem and a wide bowl that narrows at the top, for brandy and liquor
- Ly uống rượu, một dạng ly có thân
- Ly nước lớn, ly có thân chứa rất nhiều nước

## Các loại khác
- Đồ uống, vật dụng để chứa làm từ thủy tinh
- Đồ thủy tinh trang trí, là loại đồ làm từ thủy tinh dùng trong nghệ thuật hiện đại
- Đồ thủy tinh thí nghiệm, là các loại đồ làm từ thủy tinh khác nhau như phễu, ống nghiệm được dùng trong phòng thí nghiệm
- Ly Yard, một loại ly thủy tinh rất dài dùng để chứa (thường là bia, rượu)
- Bình Pitcher, một đồ chứa, với 1 vòi để đổ nước
- Bình, một vật dụng mở thường dùng để cắm hoa
- Tô thủy tinh lớn một dạng tô thủy tinh rất lớn được dùng trong các bữa tiệc
- Đế một mảnh gốm hay gỗ dạng dẹp dùng để kê đồ uống lên trên và có tác dụng bảo vệ mặt bàn.